# Elaphoglossum christii
Elaphoglossum christii är en träjonväxtart som först beskrevs av Sod., och fick sitt nu gällande namn av Carl Frederik Albert Christensen. Elaphoglossum christii ingår i släktet Elaphoglossum och familjen Dryopteridaceae. Inga underarter finns listade.